# ديفيد هارلاند
ديفيد هارلاند (بالإنجليزية: David Harland)‏ هو دبلوماسي نيوزيلندي، ولد في 28 سبتمبر 1962 في ويلينغتون في نيوزيلندا.